# Luca
Luca  é uma comuna italiana da região da Toscana, província de Luca, com cerca de 90 400 habitantes. Estende-se por uma área de 185 km², tendo uma densidade populacional de 486,57 hab/km². Faz fronteira com Borgo a Mozzano, Camaiore, Capannori, Massarosa, Pescaglia, San Giuliano Terme (PI) e Vecchiano (PI). É também a terra natal do famoso compositor de Ópera Puccini e do pintor ítalo-brasileiro Alfredo Volpi.

## História

### Idade Antiga e Idade Média
Indícios arqueológicos apontam que a cidade de Luca se originou a partir de uma colônia lígure, nos limites do território etrusco, do qual mais tarde passou a fazer parte.
O primeiro registro de Luca foi feito por Tito Lívio que a mencionou como parte da República Romana desde pelo menos 218 a.C., sendo que em 180 a.C. ela constava como uma colônia romana, e como município em 90 - 89 a.C..
O centro histórico de Luca preserva a plano de ruas romano e a Piazza San Michele ocupa o local de um antigo forum. Vestígios de um anfiteatro ainda podem ser vistos na Piazza dell'Anfiteatro. Foi em Luca que se deu a conferência de 56 a.C. que reafirmou a superioridade do Primeiro Triunvirato.
Não é possível precisar quando se deu a introdução do cristianismo em Luca, porém, existem citações a um bispo de Luca datando de 343-344 Também há registros de que Frediano, um bispo irlandês que mais tarde seria canonizado, foi o bispo de Luca em meados do século VI.
Ao longo dos primeiros séculos, Luca foi dominada por Ostrogodos, Bizantinos (mesmo depois de resistir meses quando sitiada por Narses), até ser finalmente conquistada pelos Lombardos provavelmente em 570.
Em 1160 é fundada a República de Luca( ou Lucca) um governo aristocrático e governado por algumas famílias, que se estendia além da cidade atual até regiões circundantes na parte noroeste da atual região italiana da Toscana, aos limites com a Emília-Romanha e Ligúria. Que manteria sua independência até 1805 quando cai sobe o julgo de Napoleão Bonaparte.
Mesmo após este acontecimento o estado ainda existia como o Principado de Lucca e Piombino e depois do Congresso de Viena como Ducado de Lucca.

## Demografia
| Variação demográfica do município entre 1861 e 2011                               |
|                                                                                   |
| Fonte: Istituto Nazionale di Statistica (ISTAT) - Elaboração gráfica da Wikipedia |

## Património
- Museu Nacional de Villa Guinigi
- Igreja de São Miguel no Fórum
- Basílica de São Frediano
- Catedral de Luca

## Manifestações culturais e festividades
A cidade é sede do maior festival de quadrinhos e de jogos da Italia, o Lucca Comics & Games, realizado todos os anos no mês de novembro, desde 1966.